# Хилдебалд I фон Олденбург-Алтбруххаузен
Хилдебалд I фон Олденбург-Алтбруххаузен (на немски: Hildebold von Oldenburg-Old Bruchhausen; * пр. 1270; † сл. 8 септември 1310, Алтбруххаузен) от клона Вилдесхаузен-Алтбруххаузен на фамилията Олденбург е граф в Алтбруххаузен.

## Произход и наследство
Той е син на граф Лудолф фон Олденбург-Алтбруххаузен († сл. 1278) и съпругата му графиня Хедвиг фон Вьолпе († сл. 24 юли 1278), дъщеря на граф Конрад II фон Вьолпе († 1255/1257) и Салома фон Лимер.
Линията на графовете фон Алтбруххаузен изчезва през средата на 14 век със синът му граф Ото, който 1335 г. вероятно се отказва от управлението. Алтбруххаузен и Нойбруххаузен отиват през 14 век на графовете на Хоя.

## Фамилия
Хилдебалд I се жени сл. 17 декември 1285 г. за графиня София фон Равенсберг (* пр. 1276; † сл. 1328), дъщеря на граф Ото III фон Равенсберг († 1306) и съпругата му Хедвиг фон Липе († 1315), дъщеря на Бернхард III фон Липе († 1265). Те имат три деца:
- Ото (* пр. 1298; † сл. 24 септември 1360), граф на Олденбург-Алтбруххаузен, женен пр. 11 юли 1306 г. за Ода († сл. 1354)
- Хедвиг († ок. 1348), омъжена за граф Кристиан IV фон Олденбург († сл. 29 май 1323)
- Лудвиг († сл. 1321)